# Леущенко Леонід Іванович
Леущенко Леонід Іванович (біл. Леӯшчанка Леанід Іванавіч, Леӯчанка, Лявон Леӯш; 4 серпня 1882–1954) — діяч білоруської громади в Україні (Київ), педагог, публіцист, літературознавець, один із співзасновників київського білоруського товариства «Зорка» (1917).
Навчався на фізико-математичному факультеті Київського університету. Л. Леущенко — упорядник однієї з перших антологій білоруської літератури «Дыяменты беларускага прыгожага пісьменства» (Кіеў, 1919), до якої він написав вступну статтю (під псевдонімом Лявон Леуш) «Гісторыя беларускага прыгожага мастацтва».
У 1919 р., за другої більшовицької окупації, Леонід Леущенко намагався створити у Києві при Наркоматі Освіти Української СРР білоруський літературно-видавничий відділ, в планах якого на видавництво однією з перших книг була «Історія Білорусі» Митрофана Довнар-Запольського.
Автор статті «Адбіткі класаваго змагання ӯ беларускім пісьменстве» (журнал «Школа и культура Советской Белоруссии», 1919, № 2-3).
Влітку 1919 — завідувач літературно-видавничого відділу Наркомату освіти Литовсько-Білоруської РСР. Викладав у педінституті. Заарештований 1936 р. Після звільнення працював у сільській школі.